# Hasseløy
Hasseløy  est une petite île de la commune de Haugesund, dans le comté de Rogaland en Norvège, dans la mer du nord.

## Description
L'île de 0,3 km2 se trouve au nord de l'île de Risøy, au sud de la péninsule de Killingøy, et entre Vibrandsøy à l'ouest et le continent à l'est. Elle fait partie de la commune de Haugesund, reliée au centre-ville par un pont. Le nom informel Bakarøyna est couramment utilisé localement.
Historiquement, l'île était le site d'industries dont le chantier naval Hauges Jernskibsbyggeri à partir de 1907. Depuis lors, l'île est principalement résidentielle et plusieurs immeubles d'appartements ont remplacé les anciens hangars à bateaux. Les bureaux de la région ouest de l'Administration côtière norvégienne se trouvent dans le coin sud-ouest de l'île. Le petit musée Dokken avec des bateaux et des bâtiments historiques est situé du côté est, près du pont.
L'île est reliée au continent depuis 1872, le pont actuel a été achevé en 1954.